# Armshead
Armshead – wieś w Anglii, w hrabstwie Staffordshire. Leży 24 km na północ od miasta Stafford i 216 km na północny zachód od Londynu.